# Joseph Ward (chanteur)
Joseph Ward (né le 22 mai 1932 à Preston et mort le 27 avril 2019), est un chanteur d'opéra anglais, d'abord baryton puis ténor qui a créé des rôles dans les opéras de Benjamin Britten et Michael Tippett. Il a créé le rôle de Starveling dans A Midsummer Night’s Dream de Britten (1960) et la même année le rôle-titre dans la révision radiodiffusée de Billy Budd. Il est ensuite devenu ténor et est devenu le principal chanteur résident de Covent Garden dans cette tessiture.

## Biographie
Dans les années 1950, il fait une tournée avec le Carl Rosa Opera, apparaissant dans plusieurs opéras, dont la dernière production de la compagnie, mise en scène à Nottingham en 1956. En tant que baryton, il a créé le rôle de Starveling dans le Songe d'une nuit d'été de Britten (1960) et la même année, il a chanté le héros éponyme du même compositeur, Billy Budd, lors de la première diffusion à la radio de la version révisée en deux actes. Il est devenu baryton principal à l'Opéra royal de Covent Garden, où il a fait ses débuts là-bas en 1962. Il a également créé le rôle de Patroclus dans l'opéra King de Pripp, de Tippett. Il a enregistré comme baryton le rôle de Sid dans Albert Herring de Britten, dirigé par le compositeur. Il a ensuite rejoint le répertoire des ténors et est devenu le ténor principal résident de Covent Garden.
Ami de Joan Sutherland, il était ténor principal de la Sutherland-Williamson Grand Opera Company lors d'une tournée en Australie de 1965.
En 1966, il apparaît dans le seul enregistrement du seul opéra de Bernard Herrmann, Wuthering Heights, dirigé par le compositeur.
En 1972, il a fondé l'école d'opéra au Royal Northern College of Music de Manchester, où il est ensuite devenu responsable des études vocales en 1986. En 1992, il a été récompensé d'un OBE pour son service.
En Australie, il a dirigé les productions de The Pilgrim's Progress de Billy Budd et Ralph Vaughan Williams. Il a chanté comme ténor lors du premier enregistrement de ce dernier opéra, dirigé par Sir Adrian Boult.